# Église Saint-Bernard de Reyersviller
L'église Saint-Bernard se situe dans la commune de Reyersviller et le département français de la Moselle.

## Histoire

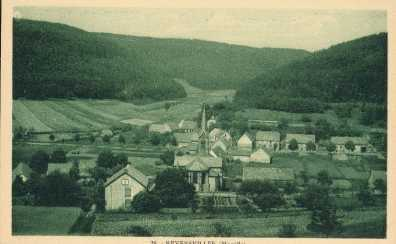
Vue de l'ancienne église

Du point de vue spirituel, le village de Reyersviller est succursale de la paroisse de Schorbach jusqu'en 1802, puis de celle de Bitche jusqu'en 1863, date de son érection en paroisse de l'archiprêtré de Bitche.

## Édifice
La construction de l'église de style néogothique, dédiée à saint Bernard, fondateur de la proche abbaye de Sturzelbronn, date donc de 1863, année de l'érection du village en paroisse.
Durant la Seconde Guerre mondiale, l'église est complètement détruite par les bombardements de décembre 1944 à mars 1945 et est seulement reconstruite de 1956 à 1959 sous l'impulsion du chanoine Joseph Nullans et sur les plans de l'architecte bitchois Roger Sarraih.
Les vitraux sont l'œuvre de Lev Vassilievitch Zack, dit Léon Zack et Irène Zack, d’origine Russe.
Les orgues sont l'œuvre du facteur Alfred Kern, et ont été installées en 1961.
Elle contient une statue de la Vierge Assomption, en tilleul polychrome et doré du XVIIIe siècle.